# Palais Filangeri-Cutò
Le palais Filangeri-Cutò est un palais construit au XVIIe siècle par les Corbera, une famille noble d'origine espagnole installée dans la commune sicilienne de Santa Margherita di Belice. 
Le palais et une grande partie de la ville ont été gravement endommagés par le tremblement de terre de 1968 dans la Val di Belice.
Le palais est évoqué, sous le nom de « Donnafugata » dans Le Guépard de Giuseppe Tomasi di Lampedusa, roman qui retrace l'évolution de l'aristocratie sicilienne au XIXe siècle.

## Histoire et description
La localité est devenue une partie du domaine féodal d'un noble espagnol, le baron Antonio de Corbera, à la fin du XIVe siècle. Au XVIIe siècle, la famille Corbera s'est lancée dans un programme architectural, dont le palais Filangeri-Cutò, construit vers 1680.
Giuseppe Tomasi di Lampedusa, qui a passé ses étés d'enfance au palais, en a donné une description dans ses mémoires.
Le « prince Niccolò » est l'arrière-arrière-grand-père du romancier, Niccolò Filangeri, 7e prince de Cutò et prince de Satriano, duc de San Martino et della Fabbrica (1760-1839). Le palais s'est alors nommé Filangeri di Cutò.
Le hall d'entrée était bordé d'une double rangée de portraits représentant les ancêtres de Tomasi di Lampedusa depuis 1080. Au XVIIIe siècle, l'un de ces ancêtres, le père de Niccolò, Alessandro II Filangeri, 6e prince de Cutò (1740-1806), fit planter dans le parc des espèces exotiques comme les palmiers, des bambous, des orangers. Des bals de nuit se tenaient dans le parc autour d'une grande fontaine approvisionnée en anguilles de la rivière Belice pour la table du prince.
En 1812–1813, le palais accueillit pendant trois mois Marie-Caroline, reine de Naples et de Sicile, sœur aînée de Marie-Antoinette.
Par la suite, le palais fut la résidence du « Guépard », Alessandro III Filangeri, 8e prince de Cutò (1802-1854), dernier ministre du dernier roi des Deux-Siciles, qui inspira à son arrière-petit-fils, Giuseppe Tomasi di Lampedusa, le protagoniste du roman.
Alessandro III Filangeri n'avait pas de fils et le palais passa à son petit-fils (par sa fille unique Giovanna Nicoletta, 9e princesse de Cutò), Alessandro Mastrogiovanni-Tasca-Filangeri, 10e prince de Cutò (1874-1942). La mère de Lampedusa, Beatrice Mastrogiovanni-Tasca di Cutò (1870-1946), était sa sœur aînée. Ruiné, Alessandro Tasca vend le palais et les nouveaux propriétaires ont cherché à capitaliser sur leur achat en mettant en vente certains de ses ornements historiques, dont des anciennes peintures découpées dans des panneaux de plafond. En 1963, le palais a servi de décor à des scènes de l'adaptation cinématographique de Luchino Visconti.

## Destruction
En janvier 1968, un tremblement de terre dévasta Santa Margherita. Le palais Filangeri di Cutò a été presque totalement détruit et il ne reste qu'une partie de sa façade. La ville a été abandonnée par ses quelque 6 000 habitants et une nouvelle ville a été construite à côté de l'ancienne.
Une grande partie du site demeure une attraction touristique, les autorités reconnaissant la valeur de la vieille ville et des vestiges du palais.